# Drunk
Drunk è un singolo del cantautore britannico Ed Sheeran, pubblicato il 17 febbraio 2012 come quarto estratto dal terzo album in studio +.

## Video musicale
Il video musicale, pubblicato il 20 gennaio 2012, vede Sheeran arrivare a casa sua e soffermarsi davanti ad un muro pieno di foto raffiguranti la sua ormai ex ragazza. Volendo scordarsi di lei Ed comincia ad ubriacarsi di birra, tanto da arrivare a sentir parlare il suo gatto e a vederlo cominciare a bere insieme a lui. La serata si sposta in un locale, dove Sheeran ed il suo gatto continuano a bere e dove quest'ultimo cerca di spingere Ed fra le braccia di qualche ragazza. Alla fine sarà proprio il gatto, che nel frattempo ha cominciato a comportarsi come un vero e proprio umano, a rimorchiare due ragazze e a portarle a casa di Ed, dove tutti e quattro passerano la serata ubriacandosi sempre di più.
È stata pubblicata anche una seconda versione del videoclip, in cui compaiono scene del backstage del tour che accompagna l'album, di alcuni concerti e dei preparativi per il video del precedente singolo, Lego House.

## Tracce
CD
1. Drunk – 3:20
2. Drunk (Rudimental Remix) – 4:43
3. Drunk (Doctor P Remix) – 3:47
4. Drunk (Lazy Jay's Wasted in London Remix) – 5:19
5. Drunk (Lazy Jay's Rave-o-Lution Dub) – 5:00

7"
- Lato A

1. Drunk – 3:20

- Lato B

1. Drunk (Rudimental Remix) – 4:42

Download digitale
1. Drunk (Rudimental Remix) – 4:42
2. Drunk (Doctor P Remix) – 3:46
3. Drunk (Lazy Jay's Wasted in London Remix) – 5:18
4. Drunk (Lazy Jay's Rave-O-Lution Remix) – 5:00
5. Drunk (Jayglo Remix) – 4:31

## Classifiche
| Classifica (2012) | Posizione massima |
| ----------------- | ----------------- |
| Irlanda           | 7                 |
| Nuova Zelanda     | 23                |
| Regno Unito       | 9                 |
| Slovacchia        | 83                |

## Date di pubblicazione
| Paese                 | Data             | Formato           |
| --------------------- | ---------------- | ----------------- |
| Regno Unito           | 17 febbraio 2012 | Download digitale |
| Stati Uniti d'America | 20 febbraio 2012 | Airplay           |
| Italia                | 29 giugno 2012   | Airplay           |